# Distretto di Sukkur
Il distretto di Sukkur (in urdu: ضلع سکھر) è un distretto del Sindh, in Pakistan, che ha come capoluogo Sukkur. Nel 1998 possedeva una popolazione di 908.373 abitanti.

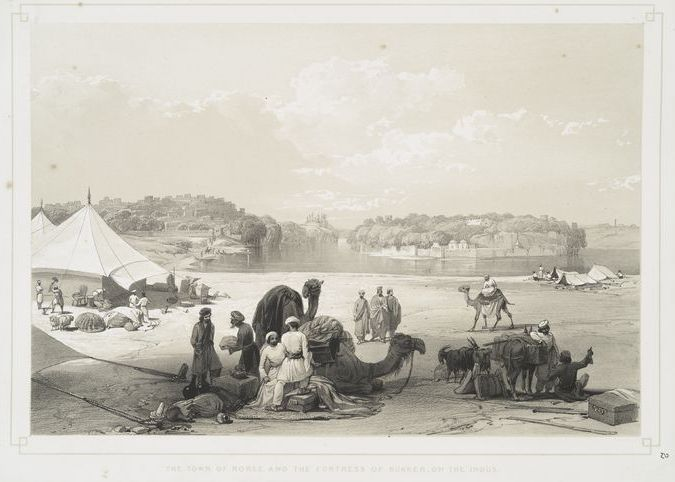
Rohri e la fortezza insulare di Bakhar (Sind). Tende a sinistra vicino al fiume, cammelli da soma, buoi e capre in primo piano.Distretto di Sukkur.Immagine storica